# Roland Pröll

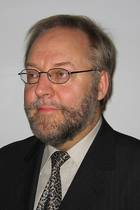
Roland Pröll

Prof. Dr. Roland Pröll (Unna, 10 juni 1949) is een Duits pianist, componist, musicoloog en dirigent.

## Opleiding
Pröll kreeg zijn eerste pianolessen op vijfjarige leeftijd. Op de leeftijd van tien jaar werd hij student bij Professor Dieter Wollert aan de Musikhochschule van Dortmund, waar hij met onderscheiding zijn diploma behaalde. Hierna ging hij studeren aan het Conservatorium van Parijs bij Messiaen, Yvonne Loriod, Sancan, Dubois en anderen. Hij studeerde daar zowel piano als ook directie en compositie. De leermethode van Solfège was een vormende invloed op zijn latere werk en leidde tot zijn steun voor de wereldwijde verspreiding daarvan. Hij beëindigde zijn muziekstudies aan de Sorbonne in Parijs met een doctoraat (Ph.D). Hierna nam hij les bij Arthur Rubinstein en werkte met andere musici.

## Carrière
Pröll heeft vele prijzen gewonnen in internationale competities en heeft over de hele wereld concerten gegeven. Hij is gastsolist bij het Sydney Opera House en de Berliner Philharmoniker.  Sinds 2005 werkt hij met het Murcia Symphony Orchestra en gaat regelmatig met hen op tournee door Spanje. Hij heeft vele cd's opgenomen en televisie- en radio-optredens over de gehele wereld gegeven alsmede masterclasses.

## Docentschappen
Pröll heeft tot 1996 als hoogleraar lesgegeven aan de Musikhochschule van Dortmund en hij leidde het instituut van 1988 tot 1990 als decaan. Van 1999 tot 2002 was hij de decaan van de Ibach-Academie in Schwelm, welke in samenwerking met hem werd opgericht. Van 2006 tot het midden van 2007 werkte hij als muzikaal leider van de non-profitorganisatie 'Viva la Musica' e. V. in Bad Oeynhausen. In 1987 stichtte hij de internationale Schubert-Competitie in Dortmund die tot op heden een van de grootste pianocompetities ter wereld is. In 2007 is Pröll hoogleraar piano en kamermuziek aan de Atsugi Showa Universiteit voor Muziek in Tokio, aan het Conservatorium van Murcia en aan het Conservatorium van Osnabrück.

## Discografie (samenvatting)
- W.A. Mozart: Concert for piano and orchestra KV 413 and KV 414 a quattro (met het Arnsberger Streichtrio)
- W.A. Mozart: Chamber music from three generations of Mozart (Father, W.A., Son) (met Manfred Hörr, viool, Christiane Hörr, viool en Peter Hörr, cello)
- L. v. Beethoven: Piano sonatas op. 110 und op. 111
- F. Schubert: Winterreise (met Berthold Schmidt, tenor)
- F. Schubert, C. Debussy, J. Brahms en G. Fauré: Cello sonatas  (met Peter Hörr, cello)
- J. Brahms: Piano concerto No. 1 (d-minor, op. 15)  (met de "Junge Symphoniker" Werner Seiss, dirigent)
- J. Brahms: Violin sonatas No. 1 (op. 78), No. 2 (op. 100), No. 3 (op. 108) en Scherzo c-minor (oop.) (met Ismene Then-Berg, viool)
- J. Brahms: Horn-Trio Es-Dur (op. 40), Violin sonata No. 2 (op. 100) en Scherzo c-minor (oop.)  (met Gerhard Reich, viool)
- J. Brahms: Variationen und Fugen über ein Thema von Händel (op. 24) and Vier Balladen (op. 10)
- R. Schumann: Fantasie in C (op. 17), M. Ravel: Miroirs
- M. Ravel: Pavane pour une infante Défunte, P.I. Tsjaikovski: Scherzo from Symphony No. 1 (op. 13) in g-minor, G. Gershwin: Rhapsody in Blue  (met LJ Orchester RP Michel Luig, dirigent)

## Boeken
- L`Effet Psychologique du Triton dans la Musique d`Alexandre Scriabine
- Fantasy and artistical Production, is it possible to learn Creativity?
- Solfège